# 十八銅人
少林寺十八銅人是中國武俠小說中廣為人知的虛構名詞，顧名思義共有18人，構想由十八羅漢衍生出來，也稱為「十八銅人陣」。

## 起源
據悉，「十八銅人」一詞發掦於1950年代開始的新派武俠小說。
陳勁（筆名「我是山人」）作品《三德和尚三探西禪寺》，描寫有威力強大的「十八鐵羅漢」守在少林寺門口，阻擋少林弟子貿然下山；金庸作品《笑傲江湖》，描寫令狐沖與桃谷六仙闖入有108個機關人偶的少林寺密道；陳志華電影作品《少林木人巷》，描述小啞巴（成龍飾）為下山報仇，闖過少林木人巷。
少林電影大舉盛行於1970年代，電影導演郭南宏_(導演)於1976年將《少林木人巷》改編為《少林寺十八銅人》，派出18名塗上金色顏料的武師扮演銅人，將「十八銅人」傳揚海內外70國，成為郭南宏代表作品之一。
至於「木人巷」和「銅人陣」是否真實存在，並無從稽考。

## 傳說
在武俠小說裡面，十八銅人相當於南少林寺的守門神，少林住持以「十八銅人陣」阻卻未獲許可者的出入寺門。
傳說，嵩山少林寺毀於大火，至空和尚率餘眾由河南逃到福建九蓮山建立南少林寺，設有傳授少林功夫的三十六房。至空和尚傳位給至善禪師，其門下有洪熙官、方世玉、胡惠乾、三德和尚、童千斤、謝阿福和陸阿采等江湖中人。至善禪師為發揚少林功夫，避免技藝未成的弟子下山招人擊敗，辱沒少林名聲，又在三十六房外設立「羅漢堂」（亦稱「木人巷」），立下「走羅漢堂，打木人巷」的規矩，少林弟子欲出師，必先闖過木人巷，並在手臂上烙龍虎紋為記號。
關於十八銅人的具體描述，有說是少林寺內武術超卓的武僧，也有說是機關人偶，甚至有說是介於人佛之間的實體（即原來的人修行和武藝都已遠超過凡人，但還未到佛的境界，並被賦予守衛少林寺的任務，平時入定不動如同銅像，執行任務時便活動似人）。
十八銅人的任務有說是為阻止外敵入侵，外敵欲闖入少林寺必先破十八銅人陣；也有說是為了阻止少林弟子私自下山，或是少林弟子出師下山時的一道考驗；又有說是特訓教練，能激出有武藝資質的少林弟子的潛能，助其功力更上一層；還有綜合以上的說法。
儘管十八銅人的神祕性讓人覺得其武功可能高深莫測，但各方說法皆未把十八銅人設定為少林寺的最高強的高手。雖然亦沒有任何十八銅人武功等級的具體指標，不過在共通概念上，十八銅人即是少林寺高手中的高手。然而十八銅人並非堅不可破，凡能破十八銅人陣者，其武藝基本上都被認為已經到達難以擊敗的境界。

## 流行影響

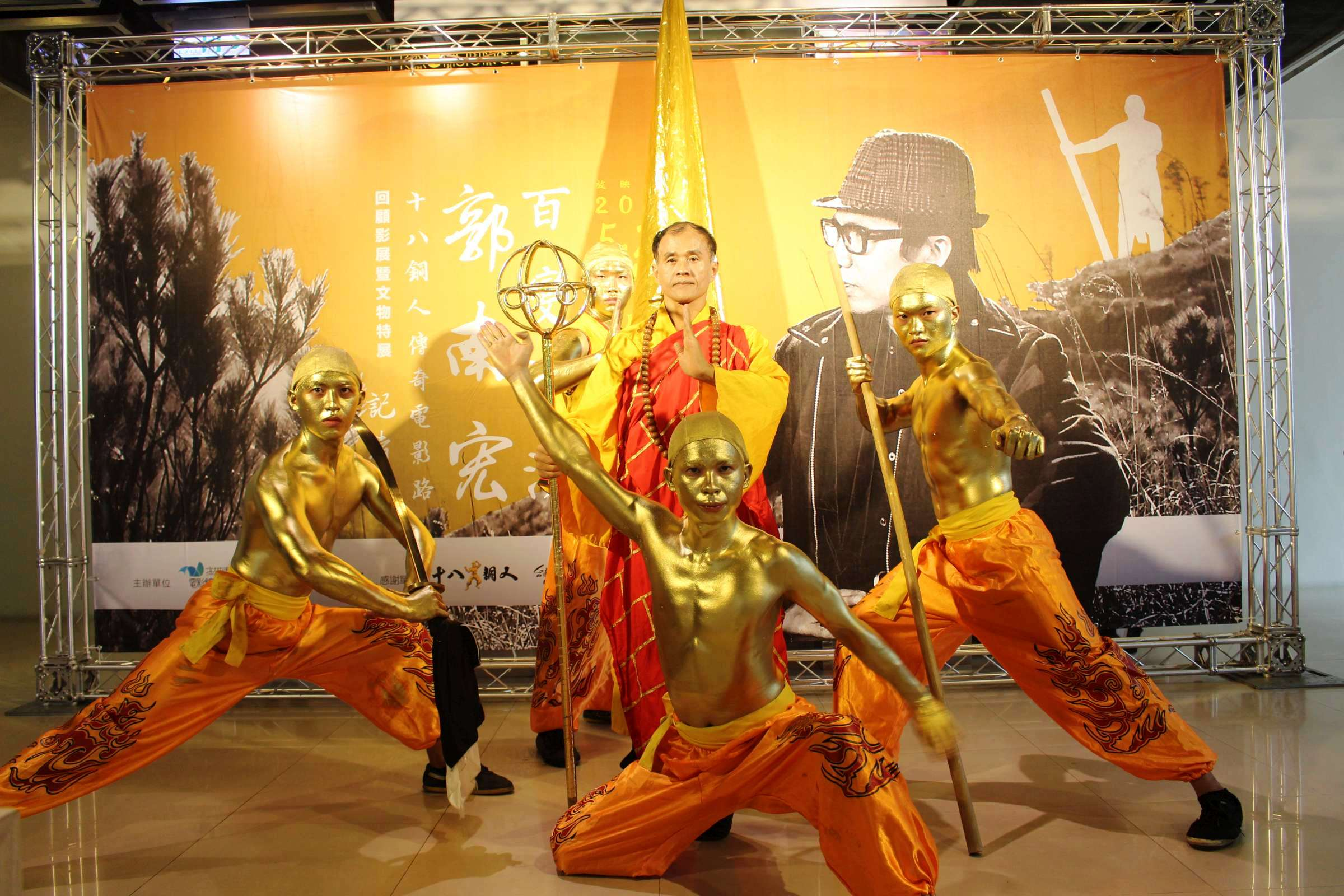

在電影媒體的宣傳下，十八銅人有一個比較普遍的具體形象，即外貌一如少林武僧，但全身堅實如銅（或就是銅身），並且散發著黃銅金色的光芒，猶如金身羅漢。
民間廣泛傳言十八銅人無堅不摧、金剛不壞的印象，就有著名中藥以「十八銅人」為註冊商標，以「少林武功蓋天下，出名傳統武功藥，十八銅人行氣散」的廣告台詞打響招牌。

## 另見
- 少林三十六房
- 木人巷
- 少林寺十八銅人（電影）
- 少林寺第八銅人